# I and M Rail Link
I&M Rail Link (AAR-reporting mark IMRL) war eine als regional railroad eingestufte Bahngesellschaft, die zu zwei Dritteln durch den Washington Companies-Konzern und zu einem Drittel durch die Canadian Pacific Railway (CP) gehalten wurde. Das Unternehmen betrieb von 1997 bis 2002 Güterverkehr auf einem rund 2200 km langen, überwiegend in den US-Bundesstaaten Illinois, Iowa, Missouri und Minnesota sowie auf einem kurzen Abschnitt in Wisconsin gelegenen Bahnnetz, darunter eigene Strecken mit einer Gesamtlänge von 1839 km. I&M Rail Link hatte Betrieb und Infrastruktur 1997 von der CP-Tochtergesellschaft Soo Line Railroad übernommen und übergab sie 2002 an die Iowa, Chicago and Eastern Railroad (IC&E), die 2008 wiederum an die CP verkauft wurde.

## Geschichte

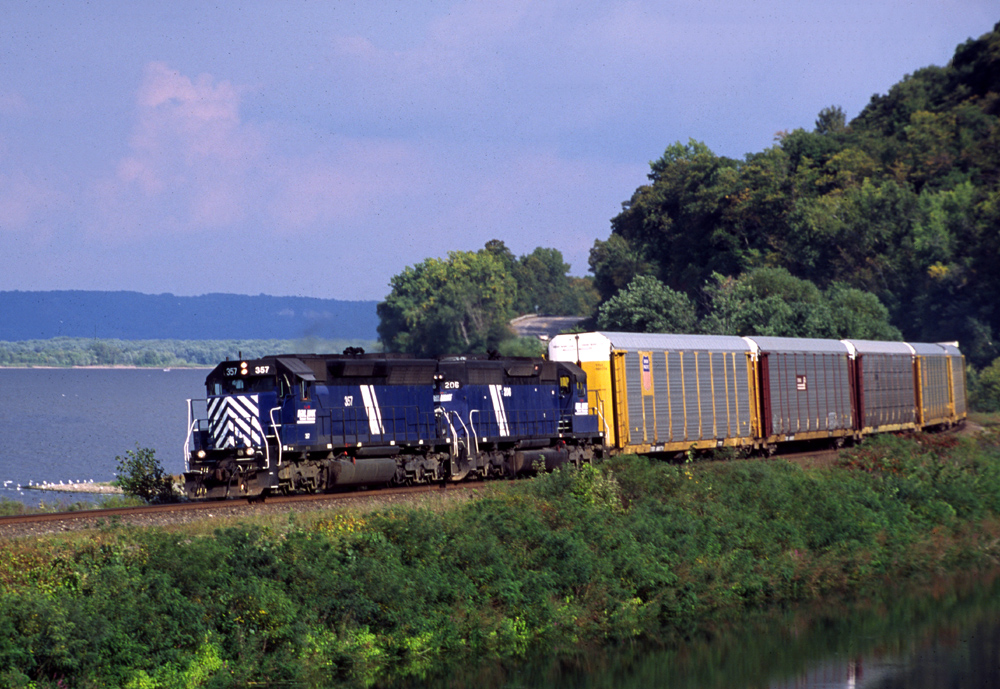
I&M Rail Link-Güterzug am Mississippi im Wabasha County, 2001.

In der zweiten Hälfte des 19. Jahrhunderts knüpfte die Chicago, Milwaukee, St. Paul and Pacific Railroad schrittweise ein dichtes Bahnstreckennetz in den Präriestaaten westlich sowie nordwestlich von Chicago und betrieb diese bis in die 1980er-Jahre. Zum 1. Januar 1986 übernahm die Soo Line Railroad die Milwaukee Road-Infrastruktur mit Strecken von etwa 4980 km Gesamtlänge für 570 Millionen US-Dollar. Die meisten in Wisconsin und Upper Michigan gelegenen Strecken wurden bereits 1987 an die Wisconsin Central weiterverkauft, Nebenbahnen in North Dakota 1990 an die Dakota, Missouri Valley and Western Railroad. In den 1990er-Jahren begann die Soo Line, auch einen Käufer für die in Illinois und Iowa gelegenen Milwaukee Road-Strecken zu suchen und fand 1996 mit der Washington Companies-Gruppe einen Interessenten.
Der Washington Companies-Eigentümer Dennis Washington gründete daraufhin 1996 die Iowa, Illinois, Minnesota & Missouri Rail Link, LLC, die Anfang 1997 in I&M Rail Link, LLC umbenannt wurde. Der Name lehnt sich an die erste Bahngesellschaft der Firmengruppe, Montana Rail Link (MRL), an. Das neue Unternehmen meldete der Aufsichtsbehörde Surface Transportation Board (STB) am 30. Dezember 1996 die Übernahme von Soo Line-Bahnstrecken mit einer Gesamtlänge von 1839 km an, die im Wesentlichen die Hauptstrecke von Elgin bei Chicago über Savanna und Davenport nach Kansas City sowie das in Sabula Junction bei Savanna beginnende Corn Lines-Netz in Iowa umfassten. Ferner wurde die Genehmigung zur Übernahme bestehender Soo Line-Trackage Rights auf METRA-Infrastruktur zwischen Elgin und Chicago, die Nutzung neuer Trackage Rights auf Soo Line-Strecken nach St. Paul, der Erwerb des 8,33 %-Anteils der Soo Line an der Kansas City Terminal Railway sowie die Übernahme administrativer Leistungen (operative Betriebsleitung, Buchhaltung, Einkauf) durch die Schwesterfirma MRL beantragt. Ein Drittel der Firmenanteile an I&M Rail Link wurde dem Eigentümer der Soo Line, die CP, angeboten, der ferner Trackage Rights auf Teilen der I&M-Strecken beantragte. Für die übrigen zwei Drittel zahlten die Washington Companies etwa 250 Millionen US-Dollar.
Die Gewerkschaften United Transportation Union (UTU) und Transportation Communications International Union (TCU) sowie die Stadt Ottumwa im Namen von 175 Einzelpetenten erhoben im Januar und Februar 1997 beim STB Einsprüche gegen den Betreiberwechsel. Diese richteten sich vor allem gegen befürchtete Arbeitsplatzverluste und Lohneinbußen. Ein Hauptargument war dabei, dass die CP durch ihre angekündigte Beteiligung an I&M Rail Link und Trackage Rights-Vereinbarungen die Kontrolle über die Strecken nicht aufgebe und entsprechend an bestehende Arbeitsverträge gebunden sei. Diese Einsprüche wurden am 1. April 1997 jedoch abgewiesen. Der Erwerb der Strecken und Anlagen wurde daher am 4. April 1997 formal wirksam; die Betriebsaufnahme von I&M Rail Link erfolgte um 0:01 Uhr am 5. April 1997. Die vorgesehene Übernahme von einem Drittel der Firmenanteile durch die CP wurde vom STB separat am 3. Februar 1998 genehmigt und anschließend vollzogen.
Bei Betriebsaufnahme im April 1997 hatte I&M Rail Link etwa 600 Mitarbeiter, wovon viele vorher bei der Soo Line Railroad angestellt waren. Es wurde ein jährliches Frachtaufkommen von etwa 200.000 Wagenladungen prognostiziert. Ein Teil der gemeinsam für I&M und MRL geführten Leitungs- und Vertriebsfunktionen wurde ab 1. Januar 1999 durch die Washington Transportation Group (WTG), eine weitere Tochterfirma von Dennis Washington, übernommen. Die Dispatcher für das I&M Rail Link-Streckennetz wurden zunächst weiter durch die Soo Line bzw. CP in Minneapolis gestellt, ehe um das Jahr 2000 die MRL diese Aufgaben übernahm.
Aus Sicht der Washington Companies entwickelte sich I&M Rail Link langsamer und weniger gewinnträchtig als erwartet. Ab etwa 2000 begann die Firmengruppe daher, einen Käufer für I&M Rail Link zu suchen und fand diesen mit der Dakota, Minnesota and Eastern Railroad (DME). Die in Minnesota und South Dakota tätige regional railroad betrieb seit 1986 ein etwa 1770 km langes, von der Chicago and North Western (CNW) übernommenes Streckennetz und plante eine Erweiterung ins Powder River Basin. In Verbindung mit den I&M Rail Link-Strecken wäre die DME somit neben der BNSF Railway und der Union Pacific Railroad der dritte Anbieter von Kohletransporten zwischen den Abbaustätten im Powder River Basin und Chicago geworden. Die DME und die Washington Companies gaben die Übernahme von I&M Rail Link nach 17-monatiger Verhandlungsphase am 21. Februar 2002 bekannt. Der Kaufpreis wurde nicht offiziell genannt; Medien wie das Wall Street Journal gingen von etwa 150 Millionen Dollar aus.
Die DME gründete zur Übernahme eine Tochtergesellschaft namens Cedar American Rail Holdings, Inc, die wiederum eine Firma namens Iowa, Chicago & Eastern Railroad (IC&E) anmeldete. Die IC&E erwarb die Infrastruktur und Anlagen von I&M Rail Link sowie deren Trackage Rights-Vereinbarungen. Der Betriebsübergang von I&M Rail Link auf die IC&E erfolgte am 30. Juli 2002. Zwischen 500 und 550 der insgesamt rund 700 I&M Rail Link-Mitarbeiter wechselten dabei zur IC&E. Fünf Jahre später, im Oktober 2007, gaben die beteiligten Unternehmen den Kauf der DME und IC&E durch die CP bekannt, der im Oktober 2008 nach Zustimmung des STB vollzogen wurde. Die 1997 an I&M Rail Link verkauften Strecken gelangten somit zurück zur CP.

## Infrastruktur
Ab 5. April 1997 betrieb I&M Rail Link folgende Strecken:
- KC Mainline und Zweigstrecken:
  - Pingree Grove (bei Elgin)–Davis–Savanna–Sabula Junction–Clinton–Davenport–Muscatine–Polo–Kansas City (736 km; davon 68,4 km südlich von Polo zweigleisig. Je ein Gleis war Eigentum der I&M Rail Link und der Union Pacific Railroad, die zusammen beide Gleise im Richtungsbetrieb nutzten)
  - Davis–Rockford–Janesville (Wisconsin) (73,7 km, teilweise in Form von Trackage Rights auf BNSF Railway- bzw. ab 1999 Illinois-Railnet-Infrastruktur)
  - Davenport–Eldridge (15,6 km)
  - Davenport–Albany (56,3 km; überwiegend Trackage Rights auf BNSF-Railway-Strecke)
- Corn Lines
  - Sabula Junction–Dubuque–Marquette–La Crescent (255,9 km, darunter 3,1 km Trackage Rights auf Canadian-National-Railway-Gleisen in Dubuque)
  - Marquette–Mason City–Sheldon (407,8 km)
  - Mason City–Ramsey–Owatonna–Comus (bei Faribault) (199,2 km)
  - Ramsey–Wells–Jackson (171,2 km, darunter 12 km Trackage Rights auf Union Pacific Railroad-Gleisen in Welcome nahe Jackson)
  - Wells–Minnesota Lake (14,5 km)
- Weitere Trackage Rights
  - Pingree Grove–Bensenville–Chicago Cragin Junction zur Belt Railway of Chicago (56,2 km auf METRA-Strecke)
  - River Junction bei La Crescent–St. Paul (202,5 km auf CP- und CP/BNSF-Gemeinschaftsinfrastruktur)
  - Comus–Rosemount (43,5 km auf CP-Infrastruktur)
  - 14,1 km auf Iowa-Northern-Railway-Gleisen bei Nora Springs, nordöstlich von Mason City
  - auf den Gleisen der Kansas City Terminal Railway

## Verkehr
Auf den an I&M Rail Link übergebenen Strecken beförderte die Soo Line Railroad vor 1997 etwa 200.000 Güterwagen im Jahr. Mit Abstand wichtigstes Frachtgut war das in der Region angebaute Getreide. Zudem wurde u. a. Kohle für Kraftwerke in Muscatine und Davenport befördert sowie Trailerzüge zwischen Kansas City und Minneapolis bzw. Chicago (Bensenville) gefahren. Die Union Pacific führte täglich bis zu drei Containerzüge der Relation Chicago–Los Angeles zwischen Clinton und Kansas City über die Gleise der I&M Rail Link, die auf diesem Abschnitt durch I&M Rail Link-Personal besetzt wurden. 1998 und 1999 wurden zudem im Auftrag der Norfolk Southern Railway Züge mit neuen Pkw zwischen Chicago und Kansas City befördert, die allerdings anschließend aufgrund der komplizierten, verspätungsanfälligen Übergabe zwischen Norfolk Southern und I&M Rail Link über Gleise der Indiana Harbor Belt Railroad auf andere Strecken verlegt wurden.

## Fahrzeuge

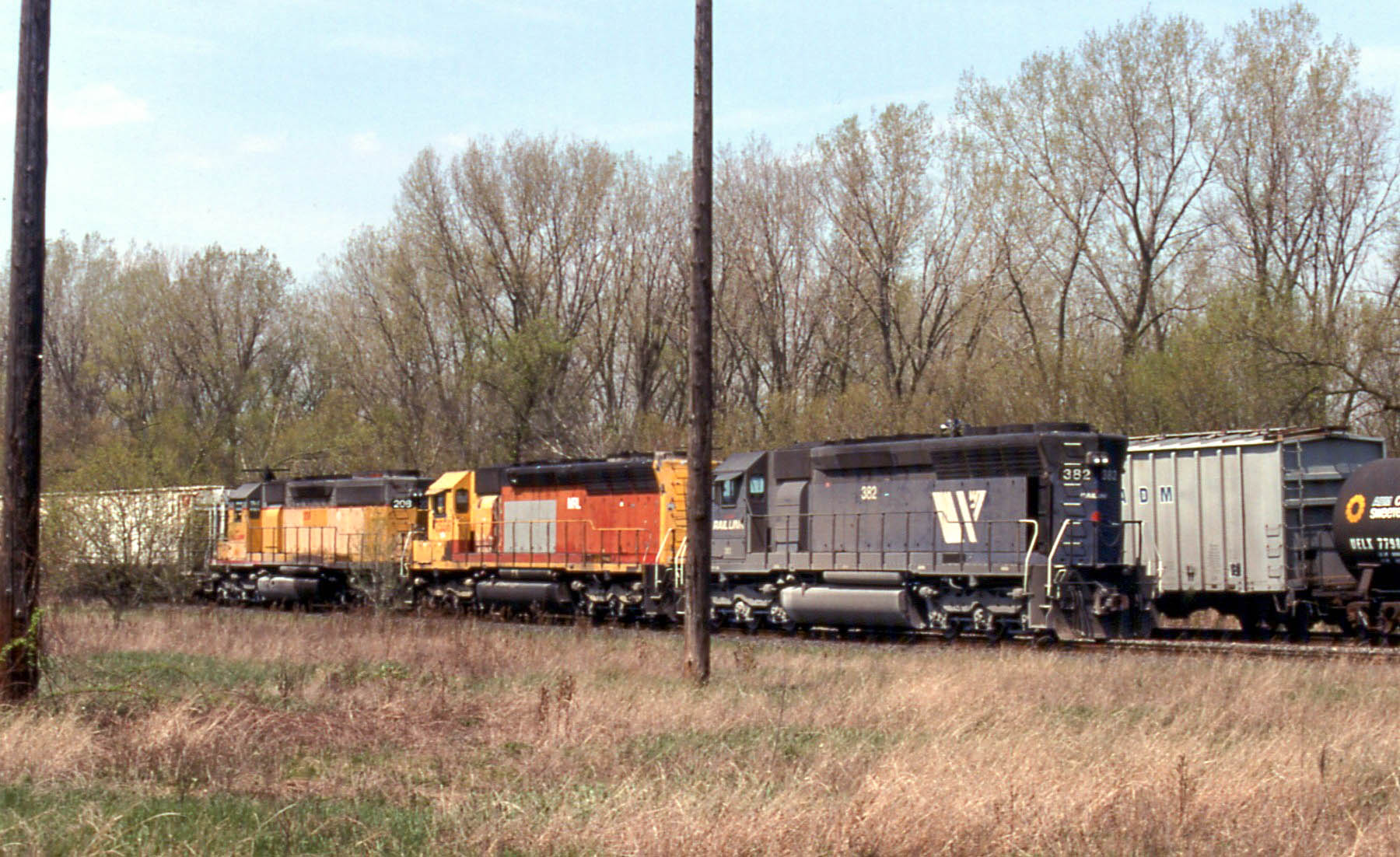
I&M Rail Link-Lokomotiven der Typen SD45 und SD40-2, 1998

Zur Beförderung ihrer Güterzüge standen I&M Rail Link während der fünf Betriebsjahre stets etwa 90 Diesellokomotiven zur Verfügung. Die Soo Line Railroad übergab 1997 fünf EMD SW1200, eine EMD GP7 und 19 EMD GP9 an I&M Rail Link, die 2002 wiederum alle an die IC&E verkauft wurden. Fünf weitere GP9  wurden von Montana Rail Link (MRL) an I&M Rail Link vermietet und 2002 nicht an IC&E übergeben. Unter den 29 bei I&M Rail Link vorhandenen EMD SD40 waren sieben aus dem MRL-Fahrzeugbestand angemietet, ebenso 26 von 28 EMD SD45, eine EMD F45, fünf von zwölf EMD SD9 und vier EMD SD35. Viele der Maschinen trugen die bei den Bahngesellschaften der Washington Companies übliche dunkelblaue Lackierung. Weitere Lokomotiven der Typen EMD GP38 und EMD SD40-2 wurden I&M Rail Link nach Bedarf von der CIT Group (CEFX) und anderen Vermietern bereitgestellt.
I&M Rail Link besaß zudem eine vierstellige Anzahl eigener Güterwagen, vor allem Covered hopper zum Getreidetransport.
Wartungsarbeiten an den Fahrzeugen wurden überwiegend durch National Railway Equipment in Silvis durchgeführt.